# Os Adoráveis Trapalhões
Os Adoráveis Trapalhões foi um programa de humor produzido e exibido pela TV Excelsior entre 1966 e 1968, protagonizado por Renato Aragão. (Ao contrário de outras fontes, Dedé Santana nunca participou dessa versão do programa; ele entrou depois em Os Insociáveis, junto com Mussum). O elenco ainda tinha como integrantes Wanderley Cardoso, Ivon Cury, Ted Boy Marino, Glauce Graieb, Vanusa e Roberto Guilherme.

## Livro
Luís Joly e Paulo Franco lançaram em dezembro de 2007 um livro-reportagem sobre o nascimento, evolução, bastidores e fim dos Trapalhões. . O programa foi criado por Wilton Franco. Entre os destaques do livro, está a polêmica separação do quarteto, em 1983, os especiais de 15 anos, 20 anos com o início do projeto Criança Esperança e 25 anos com programação especial, além de detalhes sobre a morte de Mussum em 1994 e Zacarias em 1990. O livro também ganhou polêmica por não contar com depoimentos de Renato Aragão, o líder do grupo. No livro, não teve a polêmica separação entre Renato Aragão e Dedé Santana, pois os dois trabalharam juntos em 1995.